# Kailashmandau
Kailashmandau (en népalais : कैलाशमाण्डौ) est un comité de développement villageois du Népal situé dans le district de Bajura. Au recensement de 2011, il comptait 9 586 habitants.